# 컬러풀 테크놀로지
컬러풀 테크놀로지(七彩虹禹贡科技, Colorful Co.,Ltd.)， 세화정보 (世和资讯, Seethru Co.,Ltd)는 중국의 컴퓨터 하드웨어 제조업체다. 1995년 광둥성 선전시에서 설립되었으며, 초기 사업은 주로 대만, 미국의 컴퓨터 제조업체의 제품 대리점으로, 현재는 컴퓨터 그래픽 카드, 메인보드, 컴퓨터 주변기기 구성 요소 등 전자 제품을 주로 제조하고 있다.

## 역사
1995년, "세화정보"(世和资讯)라는 이름으로 설립.
1996년부터 1999년 말까지 대만과 협력하여 중국 본토 메인보드 판매 대리점 중 하나가 되었다.
1999년 2월 자체 컴퓨터 하드 브랜드 "컬러풀"을 출시, 주요 제품은 디스플레이 카드, 메인보드, 파워서플라이 등이며, 일부 제품은 바이넝 그륩에서 생산한다. 뒤이어 Colorfly, 라듐풍 브랜드가 잇따라 출시되었는데 전자는 파워서플라이, 후자는 ATi 그래픽카드 제품(원래 세븐 레인보우 브랜드는 NVIDIA 그래픽카드 제품 전용)을 주로 판매했다.
2000년 2월, 콴타 컴퓨터(广达电脑)와 합작해, 콴타 계열 제품의 중국 본토에서 유일한 공식 대리점이 되었다.
2001년 11월, 에스토크 테크놀로지(艾崴科技)와 협동해 에스토크 메인보드의 판매 공식 대리점이 되었다.
2003년 컴퓨터 주변 브랜드 "신곡" (鑫谷, Segotep)를 출시했다.
2010년, NVIDIA의 GPU 공급 정책 요구 및 미래 발전 계획에 의해 세화정보는 "세븐 테크놀로지 그룹"(七彩虹集团)으로 명칭을 변경, 대외적으로 NVIDIA 그래픽카드 제품만 판매한다고 발표했다. 그러나 컴퓨터 주변 장비 및 AMD 디스플레이 제품군으로 판매 종류가 확장되었다.

## 주요 제품
- 세븐 레인보우 테크놀로지(七彩虹科技) 명의
  - 메인보드(공업용 제어장치 전용버전 포함, 사용 가능한 웨이퍼셋: AMD, 인텔, NVIDIA, VIA)
  - NVIDIA 디스플레이 카드(공업용 제어장치 전용 버전 포함)
  - 하드디스크
  - 노트북
  - 일체형 e스포츠 컴퓨터
  - 태블릿
  - 전자제품용 파워서플라이

- 라듐풍(鐳風) 명의 - 분할된 구운천과학기술유한공사(九云天科技有限公司)가 담당：
  - ATi/AMD 그래픽 카드

- 신구(鑫谷) 명의
  - 컴퓨터 케이스
  - 마우스 (유무선 포함)
  - 키보드 (유무선 포함)